# Carriage and Insurance Paid to
CIP est un Incoterm qui signifie Carriage and Insurance Paid to.
Le transfert des risques a lieu quand les marchandises ont été remises au premier transporteur. C'est le même Incoterm que le Carriage Paid To (CPT), sauf que le vendeur paye en plus l'assurance.